# Hamilton Wanderers
Der Hamilton Wanderers AFC ist ein neuseeländischer Fußballverein aus Hamilton. Der 1913 gegründete Klub trägt seine Heimspiele im Porritt Stadium aus. Der Verein nimmt seit der Saison 2021 an der Northern League der neugegründeten National League Neuseeland teil.
Vorher war Hamilton seit 2016/17 Nachfolger von WaiBOP United in der ISPS Handa Premiership.
Der Verein ist bekannt für seine Jugendakademie. Ehemalige Absolventen sind die Nationalspieler Chris Wood und Marco Rojas.

## Erfolge
- National Youth League: 1

2016
- New Zealand Football Championship: Playoffs

2020/21

## Aktueller Kader
Stand 13. März 2021
| Nr. |            | Position | Name              |
| --- | ---------- | -------- | ----------------- |
| 1   | Neuseeland | TW       | Matthew Oliver    |
| 2   | Neuseeland | AB       | Liam Fellowes     |
| 3   | Neuseeland | AB       | Adam Davidson     |
| 4   | Neuseeland | AB       | Joseph Harris     |
| 5   | Neuseeland | AB       | Brock Messenger   |
| 7   | Neuseeland | ST       | Mark Jones        |
| 8   | England    | MF       | Bradley Whitworth |
| 10  | Neuseeland | MF       | Owen Comber       |

| Nr. |                 | Position | Name           |
| --- | --------------- | -------- | -------------- |
| 13  | Papua-Neuguinea | ST       | Tommy Semmy    |
| 14  | Neuseeland      | MF       | Paul Clout     |
| 17  | Neuseeland      | MF       | Xavier Pratt   |
| 19  | England         | MF       | Joshua Signey  |
| 20  | Ghana           | ST       | Derek Tieku () |
| 21  | Neuseeland      | MF       | Lewis Reid     |
| 23  | Neuseeland      | TW       | Cory Townsend  |